# Eisenbahnunfall von Moradabad
Bei dem Eisenbahnunfall von Moradabad fuhr am 28. April 1920 bei Moradabad, Uttar Pradesh, Indien, ein übervoller Schnellzug auf einen Güterzug auf. 150 Menschen starben.

## Ausgangslage
Der Schnellzug befuhr in einem Sandsturm die Strecke Allahabad–Dehradun der Oudh and Rohilkhand Railway. In dem Schnellzug reisten auch drei hinduistische Hochzeitsgesellschaften mit zusammen mehreren hundert Teilnehmern.

## Unfallhergang
Zu der Unfallursache schweigen die Quellen. In Folge des Auffahrens entgleisten drei Drehgestellwagen des Schnellzuges, wurden schwer beschädigt und gerieten in Brand. Ein Teil der Fahrgäste in diesen Wagen konnte sich nicht mehr befreien und verbrannte. Bei den Aufräumungsarbeiten wurde unter den verbrannten Wagen ein Klumpen geschmolzenen Silbers geborgen, von dem nicht mehr feststellbar war, ob es sich um von Opfern getragenen Schmuck oder mitgeführte Rupien handelte.

## Folgen
Die Presse meldete überwiegend 150 Tote. Darüber hinaus zwischen 57 und 75 Verletzte gemeldet.